# Kvisljungeby
Kvisljungeby è un'area urbana della Svezia situata nel comune di Göteborg, contea di Västra Götaland.
La popolazione rilevata nel censimento 2010 era di 639 abitanti .